# Benedicto IX
Benedicto IX (en latín, Benedictus PP. IX), de nombre secular Teofilacto, en italiano Teofilatto, y en latín Theophylactus (Roma; 1012-Grottaferrata, Estados Pontificios; 1055), fue el 145.º, 147.º y 150.º papa de la Iglesia católica de 1032 a 1044 en un primer período; de abril a mayo de 1045 en un segundo período y de 1047 a 1048 en un tercer período. Se le recuerda como uno de los papas más polémicos y corruptos de la Historia.

## Familia
Teofilacto era hijo de Alberico III, conde de Túsculo, y pertenecía a la poderosa dinastía senatorial de los Teofilactos de Túsculo, dueños y señores de Roma durante los siglos X y XI, puesto que darían hasta seis papas a la cristiandad antes de llegar Teofilacto. Este era sobrino-bisnieto del papa Sergio III, “fundador” de esta dinastía papal, además de sobrino de Juan XIX y Benedicto VIII, y pariente lejano de Juan XI y Juan XII. A su vez, fue tío del antipapa Benedicto X, y tío abuelo materno de Gregorio VII.

## Primer período de papado (1032-1044)

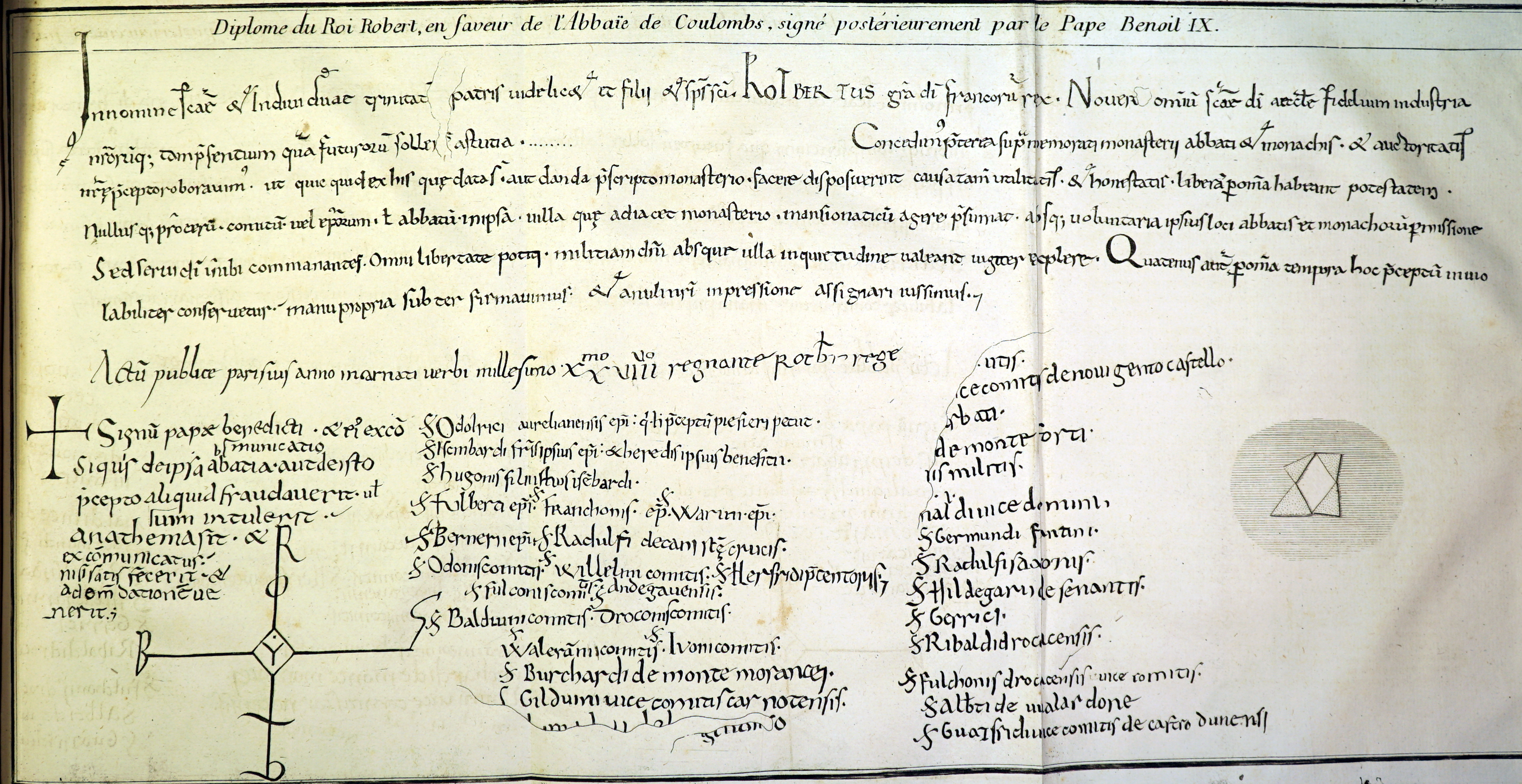
Concesión de Roberto II de Francia a la Abadía de Notre-Dame de Coulombs (Coulombs, Eure-et-Loir), también firmada por Benedicto IX.

El 21 de octubre de 1032 fue elegido sumo pontífice. Según Rodolfus Glaber, habría sido papa con 11 o 12 años, un dato que hoy se consideraría un error, y que no correspondería a la realidad. Llegó a la silla pontificia gracias a que su padre, el conde Alberico III, sobornó con una fortuna a la Curia romana y consiguió para su hijo tan preciado puesto.
En 1037 viajó para encontrarse con el emperador del Sacro Imperio Romano Germánico Conrado II y excomulgó a Heriberto, arzobispo de Milán, con quien Conrado II tenía una antigua enemistad. La muerte del emperador Conrado II había privado al papa Benedicto IX de su principal apoyo. Finalmente, un capitán romano, Gerardo di Sasso, expulsó al papa Benedicto IX de Roma, y puso en su lugar a Giovanni dei Crescenzi Ottaviani (obispo de Sabinia), elevado a papa como Silvestre III.

## Segundo período de papado (1045)

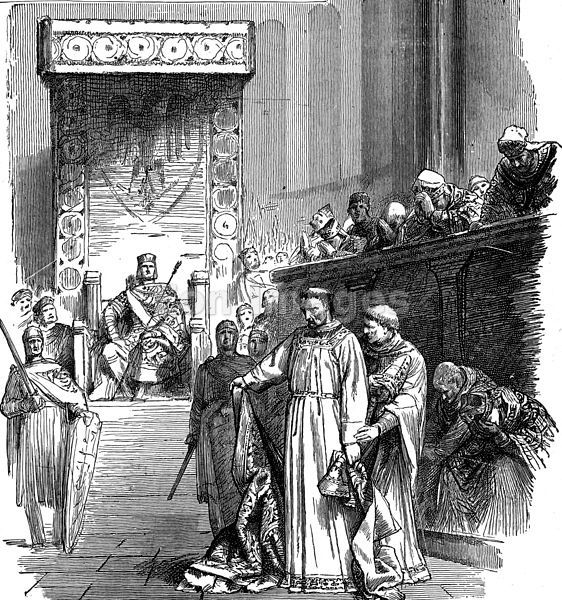
Ilustración del del Concilio de Sutri.

Benedicto IX expulsó a la fuerza a Silvestre III y fue reelegido el 10 de abril de 1045, pero en mayo renunció tras vender, con el propósito de casarse con su prima, su cargo pontificio por 1,500 libras de oro (la totalidad del Óbolo de San Pedro procedente de Inglaterra) al arcipreste Juan de Graciano, futuro papa Gregorio VI. Después, Benedicto IX abandonó Roma.
En 1046 quiso derrocar al papa Gregorio VI, pero el rey alemán Enrique III viajó hasta allí y organizó el concilio de Sutri, que finalmente elegiría a Clemente II como único papa.

## Tercer período de papado (1047-1048)
Al fallecimiento de Clemente II, Benedicto IX atacó Roma y fue aceptado por el clero y el pueblo para evitar tumultos y derramamientos de sangre para ser elegido por tercera vez el 8 de noviembre de 1047. Sin embargo, no fue aceptado por los Crescenzi, enemigos históricos de su familia. Entre las dos familias estalló una guerra despiadada. Benedicto IX convocó varios concilios, en Spello, en Roma y en Marsella. Finalmente, fue expulsado y excomulgado el 17 de julio de 1048, después de ocho meses. 
Más adelante se hizo monje de San Basilio en Grottaferrata, donde murió el 18 de septiembre de 1055.

## Valoraciones
La reputación de Benedicto IX es una de las peores de un papa que nos han transmitido sus cronistas contemporáneos. La crítica moderna no difiere mucho de la imagen dada por los comentaristas medievales.
Tras vender el papado y renunciar al mismo para casarse, el obispo de Eichstätt y futuro papa Víctor II habría manifestado:

[Benedicto IX] prefirió llevar la vida de Epicuro a la de un obispo... Abandonó la ciudad y se instaló en uno de sus castillos en el campo.

El Doctor de la Iglesia Pedro Damián hizo esta valoración global de su papado:

Ese desgraciado, desde el inicio de su pontificado hasta el final de su vida, se deleitó en la inmoralidad.

Fue acusado por el obispo Benno de Piacenza de "muchos adulterios viles y asesinatos cometidos con sus propias manos". El papa Víctor III, en su tercer libro de Diálogos, se refirió a "sus violaciones, asesinatos y otros actos indecibles de violencia y sodomía", expresando:

Su vida como papa fue tan vil, tan inmunda, tan execrable, que me estremezco al pensar en ello.

El historiador Ferdinand Gregorovius, un protestante que por lo demás era muy crítico del papado, escribió:

[Benedicto IX] parecía como si un demonio del infierno, disfrazado de sacerdote, ocupara la cátedra de Pedro y profanara los sagrados misterios de la religión con sus actos insolentes.

Según Horace Mann, escribiendo para la Enciclopedia Católica:

Sobrino de sus dos predecesores inmediatos, Benedicto IX fue un hombre de carácter muy diferente al de ambos. Él fue una desgracia para la cátedra de Pedro.

Por su parte, Reginald Lane Poole sostiene que «En tiempos de aguda hostilidad política, como bien sabemos, se hacen y se creen acusaciones que en tiempos más tranquilos jamás se habrían sugerido». Sugiere además que la credibilidad de tales acusaciones se determinaba por la probabilidad, más que por la prueba, y como reacción a la hegemonía tusculana. Poole observa que «tenemos que esperar a que se desacreditara a sí mismo con la venta del papado para saber algo definitivo sobre sus fechorías; y cuanto más nos adentramos en el tiempo y el lugar, peor se vuelve su reputación». Poole considera a Benedicto IX «un papa negligente, muy probablemente un hombre despilfarrador», pero señala que la imagen que se presenta de Benedicto IX se dibuja en una época en la que el partido que se le oponía estaba en ascenso y no contaba con amigos ni partidarios.
En cuanto a su apariencia física, Raffaello Giovagnoli la deduce de esta forma en su novela Benedicto IX, de grabados de Bartolomeo Platina:

(...) el rostro oblongo, la piel de la mayor blancura, pupilas turquesas, cabello rubio, rizado y un poco delgado, con un ligero estrabismo y nariz aguileña, bien afeitado. Viste preferiblemente una túnica de seda blanca, toda trabajada con adornos de oro y ajustada a la cintura mediante un ancho cinturón de cuero tachonado de piedras preciosas (...), calzoncillos estrechos de seda de Reims muy fina y de color azul claro (...), una pequeña y muy graciosa gorra de seda, de un color azul que recuerda al de sus calzoncillos y sobre la que ondeaba una pluma blanca.

Sobre el final de su vida, algunos autores suponen que nunca cesó en sus esfuerzos por apoderarse del papado, intentando infructuosamente conseguirlo al morir León IX en 1054. Según el testimonio de Lucas, séptimo abad de Grottaferrata, Benedicto se arrepintió de su pecado como pontífice y murió de forma penitente.